# Experimentelle Konvergenzordnung
Unter dem Begriff experimentelle Konvergenzordnung (englisch: experimental order of convergence, EOC) versteht man in der numerischen Mathematik einen Schätzwert der Konvergenzgeschwindigkeit einer Folge. Um diesen zu berechnen, wird der Grenzwert als bekannt vorausgesetzt.
Dieses Hilfsmittel wird oft zur Validierung von Finite-Elemente- und Diskontinuierliche Galerkin-Methoden eingesetzt.

## Definition
Seien {\displaystyle x_{k},x_{k+1},x_{k+2}} drei aufeinanderfolgende Folgenglieder und {\displaystyle x} der Folgengrenzwert. Die experimentelle Konvergenzordnung lautet dann
{\displaystyle \mathrm {EOC} ={\frac {\log {\frac {\|x_{k+1}-x\|}{\|x_{k+2}-x\|}}}{\log {\frac {\|x_{k}-x\|}{\|x_{k+1}-x\|}}}}}
wobei {\displaystyle \|\cdot \|} eine geeignete Norm ist.

## Motivation
Sei {\displaystyle x} der bereits bekannte Grenzwert der Folge {\displaystyle (x_{k})_{k\in \mathbb {N} }}. Die Folge konvergiert mit der Geschwindigkeit {\displaystyle \alpha }, wenn es eine Konstante {\displaystyle c>0} gibt, die die Ungleichung
{\displaystyle \|x_{k+1}-x\|\leq c\|x_{k}-x\|^{\alpha }}
erfüllt. Nun wird vereinfachend angenommen, die Konvergenz könne exakt durch
{\displaystyle \|x_{k+1}-x\|=c\|x_{k}-x\|^{\alpha }}
beschrieben werden. Diese Formulierung gilt dann auch für das nächste Folgenglied
{\displaystyle \|x_{k+2}-x\|=c\|x_{k+1}-x\|^{\alpha }}
Division der beiden Gleichungen liefert
{\displaystyle {\frac {\|x_{k+1}-x\|}{\|x_{k+2}-x\|}}=\left({\frac {\|x_{k}-x\|}{\|x_{k+1}-x\|}}\right)^{\alpha }}
Also gilt
{\displaystyle \alpha =\log _{\frac {\|x_{k}-x\|}{\|x_{k+1}-x\|}}{\frac {\|x_{k+1}-x\|}{\|x_{k+2}-x\|}}}
wobei {\displaystyle \log _{\frac {\|x_{k}-x\|}{\|x_{k+1}-x\|}}} den Logarithmus zur Basis {\displaystyle {\frac {\|x_{k}-x\|}{\|x_{k+1}-x\|}}} bezeichnet. Eine Umrechnung des Logarithmus zur Basis {\displaystyle 10} ergibt die Definition der {\displaystyle \mathrm {EOC} }.

## Anwendung: Numerische Lösungen von Differentialgleichungen
Seien {\displaystyle u_{h},u_{h^{\prime }}} numerische Lösungen eines Verfahrens, das (partielle) Differentialgleichungen näherungsweise löst. Dabei seien {\displaystyle h,h^{\prime }} verschiedene Werte eines Diskretisierungsparameter, der die Auflösung der Diskretisierung beschreibt. Im eindimensionalen Fall ist {\displaystyle h} üblicherweise die Länge des größten Intervalls. Im höherdimensionalen Fall nimmt man ein analoges Maß für die Feinheit des Gitters, beispielsweise in zwei Dimensionen den größten Inkreisdurchmesser.
Sei {\displaystyle u} der Grenzwert des Verfahrens für {\displaystyle h\rightarrow 0}. Dann ist die experimentelle Konvergenzordnung {\displaystyle \mathrm {EOC} } in Abhängigkeit von {\displaystyle h} und {\displaystyle h^{\prime }} durch
{\displaystyle \mathrm {EOC} (h,h^{\prime })={\frac {\log {\frac {\|u_{h}-u\|}{\|u_{h^{\prime }}-u\|}}}{\log {\frac {h}{h^{\prime }}}}}}
gegeben. Dieser Fall lässt sich durch einen A-priori-Fehlerschätzer der Form
{\displaystyle \|u_{h}-u\|\leq ch^{\alpha }}
mit Konstanten {\displaystyle c,\alpha >0} motivieren. Wie zuvor wird auch hier vereinfachend Exaktheit
{\displaystyle \|u_{h}-u\|=ch^{\alpha }}
angenommen. Dies gilt sowohl für die Diskretisierung {\displaystyle h} als auch für {\displaystyle h^{\prime }}. Durch Division der beiden Gleichungen erhält man
{\displaystyle {\frac {\|u_{h}-u\|}{\|u_{h^{\prime }}-u\|}}=\left({\frac {h}{h^{\prime }}}\right)^{\alpha }}.
Also gilt
{\displaystyle \alpha =\log _{\frac {h}{h^{\prime }}}{\frac {\|u_{h}-u\|}{\|u_{h^{\prime }}-u\|}}},
was nach Umrechnung des Logarithmus auf die Basis 10 die Formel für {\displaystyle \mathrm {EOC} (h,h^{\prime })} gibt.

## Zusammenhang zur wahren Konvergenzordnung
Mittels der EOC kann keine Konvergenz nachgewiesen werden, da diese vorausgesetzt wird. Liegt ein konvergentes Verfahren vor, so kann im Allgemeinen nicht gesagt werden, ob die tatsächliche Konvergenzrate durch die EOC über- oder unterschätzt wird.